# أغوستين رودريغيز سانتياغو
أغوستين رودريغيز سانتياغو (بالإسبانية: Agustín Rodríguez Santiago)‏ (10 سبتمبر 1959 في إسبانيا - ) هو لاعب كرة قدم إسباني في مركز حراسة المرمى، شارك في الألعاب الأولمبية الصيفية 1980. وشارك مع منتخب إسبانيا تحت 18 سنة لكرة القدم ومنتخب إسبانيا تحت 19 سنة لكرة القدم ومنتخب إسبانيا تحت 20 سنة لكرة القدم ومنتخب إسبانيا تحت 21 سنة لكرة القدم ومنتخب إسبانيا تحت 23 سنة لكرة القدم ومنتخب إسبانيا ب لكرة القدم. أما مع النوادي، فقد لعب مع ريال مدريد كاستيا وريال مدريد ونادي تينيريفي ومنتخب إسبانيا لكرة القدم للهواة.

## وصلات خارجية
- أغوستين رودريغيز سانتياغو على موقع الاتحاد الدولي (مؤرشف)  (الإنجليزية)
- أغوستين رودريغيز سانتياغو على موقع قاعدة بيانات كرة القدم.إي يو (الإنجليزية)
- أغوستين رودريغيز سانتياغو على موقع أوليمبيديا (الإنجليزية)